# ジョゼ・ゴンサルヴェス
ジョゼ・イシドロ・マシエル・ゴンサルヴェス (José Isidro Maciel Gonçalves、1989年2月13日 - ）は、ポルトガルの自転車競技選手。 2015年にはブエルタに出場し、2016年のツアー・オブ・ターキーで総合優勝を果たした。

## 主な成績
出典:
2009
ポルトガル選手権・個人タイムトライアルU-23 2位
2011
 ポルトガル選手権・個人タイムトライアルU-23 優勝
Volta a Coruña 区間1勝（第2）
Volta a Portugal do Futuro 2位
2012
 ポルトガル選手権・個人タイムトライアル 優勝
GP Efapel 区間1勝（第1）
Troféu Joaquim Agostinho 3位
2013
ポリノルマンド 優勝
ツアー・オブ・チャイナI 3位
2014
ツアー・オブ・ハイナン 4位
2015
ポルトガル一周 区間1勝（第5）
Boucles de la Mayenne 4位
2016
ツアー・オブ・ターキー 総合優勝
Volta Internacional Cova da Beira 区間1勝（第2）
ポルトガル一周 区間1勝（第7）
2017
ステル・エレクトロトゥール　総合優勝（第4ステージ優勝）

### グランツールの総合成績
| Grand Tour | 2015 | 2016 |
| ---------- | ---- | ---- |
| ジロ       | —    | —    |
| ツール     | —    | —    |
| ブエルタ   | 34   | 棄権 |